# سیارک ۴۶۱۷
سیارک ۴۶۱۷ (به انگلیسی: 4617 Zadunaisky، نامگذاری:1976DK) چهار هزار و ششصد و هفدهمین سیارک کشف شده‌است که در ۲۲ فوریه ۱۹۷۶ کشف شد.
قدر مطلق سیارک برابر ۱۱٫۲۰ است.